# Grandchamp (Ardennes)
Grandchamp település Franciaországban, Ardennes megyében. Lakosainak száma 89 fő (2022. január 1.). Grandchamp Lalobbe, Mesmont, La Neuville-lès-Wasigny, Signy-l’Abbaye, Wagnon és Wasigny községekkel határos.

## Népesség
A település népességének változása:
| Lakosok száma | 110  | 104  | 104  | 100  | 85   | 92   | 97   | 104  | 99   | 89   |
|               | 1968 | 1982 | 1990 | 2006 | 2013 | 2015 | 2017 | 2019 | 2020 | 2022 |